# Барген (Нідерланди)
Барген (нід. Bargen) — селище в нідерландській провінції Північна Голландія. Входить до муніципалітету Тесел.